# Çifteköprü, Borçka
Çifteköprü là một xã thuộc huyện Borçka, tỉnh Artvin, Thổ Nhĩ Kỳ. Dân số thời điểm năm 2010 là 311 người.